# 参考諸家系図
『参考諸家系図』（さんこうしょけけいず）は、南部藩（盛岡、八戸藩）南部氏一門をはじめ、藩士2,700余名にも及ぶ所伝の家系図集である。

## 概要
南部藩（八戸藩を含む）南部氏一門282系、家臣諸家2491系に及ぶ系譜総覧である。八十八巻。星川正甫が編纂し、文久元年（1861年）に盛岡藩15代藩主南部利剛に献呈された。
現在でも盛岡藩士の家系を調べる際の必須の書とされている。ただ、各家によって系譜の内容に精粗の差が大きく、相互に矛盾する箇所が少なくなかった。
「参考諸家系図」は現在三種残っており、岩手県立図書館に一種、盛岡藩の藩政史料を多数所蔵している盛岡市中央公民館に二種架蔵されている。

## 構成
南部氏一門を公族之部十 として、家臣を異姓之部七十六 としてまとめられている。
基本的史料として、官撰『系胤譜考』65巻を中心に、「晋士系鑑」14巻、「諸家系図」10巻、「御家中由緒」30巻、「奥南世臣系譜」32巻、「諸士譜」2巻を以て校訂増補したとあり、3,252家を収録している。

### 参考諸家系図目録
首巻 略御系譜
参考諸家系図巻一（公族之一）
南部氏 八戸侯称市兵衛町候、南部氏 麹町侯、南部氏 三田侯、南部氏 無後、南部氏 東氏、糠部氏 津軽侯 石川氏 波岡氏、南部氏 花巻侯、南部氏 七戸氏、七戸氏 無後、三戸氏 新屋敷、三戸氏 角屋舗（戸沢氏）、戸澤氏、三戸氏 中屋舗
参考諸家系図巻二（公族之二）
野田氏  南部氏 一戸氏 仙徳氏 蜷川氏 宮道氏、一戸氏 津軽石氏、根井沢氏（津軽石）、米田氏（一戸）
参考諸家系図巻三（公族之三）
浅石氏 仙徳氏 浅瀬石氏、荒木田氏（一戸）、寄木氏（一戸）、平館氏 一戸氏 松野氏、長牛氏（一戸）、中村氏 一戸氏 谷内氏、江繋氏 八木沢氏（一戸）、種市氏 蛇口氏（一戸）、堀切氏（一戸氏支流）
参考諸家系図巻四（公族之四）
南部氏 八戸氏 破切井（身延）氏 新田氏、新田氏
参考諸家系図巻五（公族之五）
四戸氏、金田一氏（四戸氏支族・始武田氏）、櫛引氏（四戸氏支族）
参考諸家系図巻六（公族之六）
中野氏、足澤氏（四戸氏族）
参考諸家系図巻七（公族之七）
九戸氏 姉帯氏、中野氏 高田氏、辛氏、江刺家氏  小軽米氏
参考諸家系図巻八（公族之八）
七戸氏 久慈氏、摂待氏、小笠原氏、新田氏、久慈氏、久慈氏 摂待氏、角沢氏、松原氏、横濱氏、野邊地氏、七戸氏
参考諸家系図巻九（公族之九）
東氏 名久井氏、東野氏、岩泉氏、野沢氏、(田子)堤氏、大光寺氏、剣吉氏、北氏（南部） 北守氏、梅田氏、東風氏 、種市氏、（北氏）
参考諸家系図巻十（公族之十）
南氏（南部） 七戸氏、野邊地氏、下田氏、六戸氏、石亀氏（南部）、楢山氏、筧氏 、毛馬内氏（南部）、館氏、鮫嶋氏、山田氏

## 復刻版
国書刊行会によって、前沢隆重／加藤章／樋口政則／山本實 編による復刻版が出版された。
- 『南部藩 参考諸家系図 第一巻』1984年12月15日。ISBN 978-4-336-01144-2。
- 『南部藩 参考諸家系図 第二巻』1985年2月28日。ISBN 978-4-336-01145-9。
- 『南部藩 参考諸家系図 第三巻』1985年4月30日。ISBN 978-4-336-01146-6。
- 『南部藩 参考諸家系図 第四巻』1985年7月15日。ISBN 978-4-336-01147-3。
- 『南部藩 参考諸家系図 第五巻』1985年9月30日。ISBN 978-4-336-01148-0。